# Fotboll vid afrikanska spelen
Fotboll vid afrikanska spelen har spelats sedan 1965 med undantag för 1969 då spelen avbröts på grund av en militärkupp och var fjärde år sedan 1987. 2003 introducerade en damturnering.

## Slutställning

### Herrar
- U20-landslag 2019.

| År   | Värdnation        | Final                                           | Final                                           | Final                                           | Match om tredjepris                             | Match om tredjepris                             | Match om tredjepris                             |
| År   | Värdnation        | Vinnare                                         | Resultat                                        | Tvåa                                            | Trea                                            | Resultat                                        | Fyra                                            |
| ---- | ----------------- | ----------------------------------------------- | ----------------------------------------------- | ----------------------------------------------- | ----------------------------------------------- | ----------------------------------------------- | ----------------------------------------------- |
| 1965 | Kongo-Brazzaville | Kongo-Brazzaville                               | 0–0 (e.f.) 7–2 hörnor                           | Mali                                            | Elfenbenskusten                                 | 1–0                                             | Algeriet                                        |
| 1969 | Mali              | Turneringen avbruten på grund av en militärkupp | Turneringen avbruten på grund av en militärkupp | Turneringen avbruten på grund av en militärkupp | Turneringen avbruten på grund av en militärkupp | Turneringen avbruten på grund av en militärkupp | Turneringen avbruten på grund av en militärkupp |
| 1973 | Nigeria           | Nigeria                                         | 2–0                                             | Guinea                                          | Egypten                                         | 2–1                                             | Ghana                                           |
| 1978 | Algeriet          | Algeriet                                        | 1–0                                             | Nigeria                                         | Ghana                                           | 1–0                                             | Malawi                                          |
| 1987 | Kenya             | Egypten                                         | 1–0                                             | Kenya                                           | Malawi                                          | 3–1                                             | Kamerun                                         |
| 1991 | Egypten           | Kamerun                                         | 1–0                                             | Tunisien                                        | Nigeria                                         | 3–0                                             | Zimbabwe                                        |
| 1995 | Zimbabwe          | Egypten                                         | 3–1                                             | Zimbabwe                                        | Nigeria                                         | 1–1 (4–1 str.)                                  | Guinea                                          |
| 1999 | Sydafrika         | Kamerun                                         | 0–0 (e.f.) (4–3 str.)                           | Zambia                                          | Sydafrika                                       | 2–0                                             | Uganda                                          |
| 2003 | Nigeria           | Kamerun                                         | 2–0                                             | Nigeria                                         | Ghana                                           | 2–2 (e.f.) (4–1 str.)                           | Zambia                                          |
| 2007 | Algeriet          | Kamerun                                         | 1–0                                             | Guinea                                          | Tunisien                                        | 1–0                                             | Zambia                                          |
| 2011 | Moçambique        | Ghana                                           | 1–1 (e.f.) (4–2 str.)                           | Sydafrika                                       | Kamerun                                         | 1–1 (e.f.) (5–4 str.)                           | Senegal                                         |
| 2015 | Kongo-Brazzaville | Senegal                                         | 1–0                                             | Burkina Faso                                    | Nigeria                                         | 0–0 (e.f.) (5–3 str.)                           | Kongo-Brazzaville                               |
| 2019 | Marocko           | Burkina Faso                                    | 2–0                                             | Nigeria                                         | Senegal                                         | 0–0 (e.f.) (4–3 str.)                           | Mali                                            |

### Damer
- U20-landslag 2019.

| År   | Värdnation        | Final   | Final          | Final     | Match om tredjepris | Match om tredjepris | Match om tredjepris |
| År   | Värdnation        | Vinnare | Resultat       | Tvåa      | Trea                | Resultat            | Fyra                |
| ---- | ----------------- | ------- | -------------- | --------- | ------------------- | ------------------- | ------------------- |
| 2003 | Nigeria           | Nigeria | 1–0            | Sydafrika | Kamerun             | 1–0                 | Mali                |
| 2007 | Algeriet          | Nigeria | 4–0            | Sydafrika | Ghana               | 3–1                 | Algeriet            |
| 2011 | Moçambique        | Kamerun | 1–0            | Ghana     | Algeriet            | 3–0                 | Sydafrika           |
| 2015 | Kongo-Brazzaville | Ghana   | 1–0            | Kamerun   | Elfenbenskusten     | 2–1                 | Nigeria             |
| 2019 | Marocko           | Nigeria | 0–0 (3–2 str.) | Kamerun   | Marocko             | 2–1                 | Algeriet            |